# Laurent Gutmann
Laurent Gutmann, né en 1967, est un metteur en scène de théâtre français formé à l’École de Chaillot dirigée par Antoine Vitez.
Il travaille comme assistant de Jean-Pierre Vincent sur Les Caprices de Marianne et Fantasio d'Alfred de Musset au Théâtre Nanterre-Amandiers.
En 1994, il crée sa compagnie Théâtre Suranné. En 1999, la compagnie s’installe en région Centre, associée à la Halle aux grains, la scène nationale de Blois.
En 2002, Laurent Gutmann est lauréat du concours Villa Médicis hors les murs.
Au 1er janvier 2004, il succède à Stéphanie Loïk à la direction du Théâtre Populaire de Lorraine qui devient Centre dramatique régional de Thionville-Lorraine puis centre dramatique national en 2009. Jean Boillot lui succède le 1er janvier 2010.
Depuis 2009, il dirige sa compagnie La Dissipation des brumes matinales. Il est artiste associé au Granit, Scène Nationale de Belfort.
Il est nommé directeur de l'école nationale supérieure des arts de techniques du théâtre en août 2018 à la place de Thierry Pariente.

## Comédien
- 1992 : Jeanne d'Arc au bûcher oratorio d’Arthur Honegger et Paul Claudel, mise en scène Claude Régy, Opéra Bastille
- 2001 : Légendes de la forêt viennoise d'Ödön von Horváth, Théâtre de la Cité internationale, Théâtre national de Strasbourg

## Metteur en scène
- 1994 : Le Nouveau Menoza de Jakob Lenz, Le Maillon, Strasbourg
- 1996 : Le Balcon et Ce qui est resté d’un Rembrandt déchiré en petits carrés et foutu aux chiottes de Jean Genet, Théâtre de Chatillon
- 1996 : Les Décors sont de Roger H, création collective, La Ferme du Buisson, Marne la Vallée
- 1997 : Le Coup de filet de Bertolt Brecht, Lieu Unique, Nantes
- 1998 : La Vie est un songe de Pedro Calderón de la Barca, Centre dramatique national d'Orléans
- 1999 : Œdipe roi de Sophocle, Scène nationale de Blois
- 1999 : En Fuite textes de Georges Perec, Nathalie Sarraute et Jean Genet, Théâtre de l'Odéon, Paris
- 1999 : Le Retour au désert de Bernard-Marie Koltès, Centro cultural de a Catolica, Lima, Pérou

- 2001 : Légendes de la forêt viennoise d'Ödön von Horváth, Scène Nationale de Blois
- 2003 : India Song de Marguerite Duras, Théâtre Agora, Tokyo
- 2003 : Nouvelles du Plateau S. d'Oriza Hirata, Théâtre national de Strasbourg
- 2004 : Splendid's de Jean Genet, Centre dramatique régional de Thionville-Lorraine
- 2005 : Les Estivants de Maxime Gorki, spectacle de l’Ecole du Théâtre national de Strasbourg
- 2005 : La Nuit va tomber, tu es bien assez belle conception et mise en scène de Laurent Gutmann, Centre dramatique régional de Thionville-Lorraine.
- 2006 : Terre natale de Daniel Keene, Centre dramatique régional de Thionville-Lorraine
- 2006 : Lorenzaccio d'Alfred de Musset, Saarländisches Staatstheater
- 2007 : Chants d'adieu d'Oriza Hirata, Centre dramatique régional de Thionville-Lorraine
- 2008 : Je suis tombé d'après Au-dessous du volcan de Malcolm Lowry, Centre dramatique régional de Thionville-Lorraine.
- 2009 : Le Cerceau de Victor Slavkine, Centre dramatique national de Thionville-Lorraine
- 2010 : Pornographie de Simon Stephens, avec les élèves de la promotion 2007-2010 de l’École supérieure d'art dramatique de la ville de Paris, Théâtre de l'Épée de Bois, Théâtre national de la Colline
- 2012 : Le Petit Poucet ou Du bienfait des balades en forêt dans l'éducation des enfants, d'après Charles Perrault, Théâtre des Cinq Diamants, Paris
- 2012, Nouvelles vagues de Ronan Cheneau avec les élèves de la promotion 2012 de l’École supérieure d'art dramatique de la ville de Paris, Théâtre National de La Colline, Paris
- 2013: Le Prince, ou Tous les hommes sont méchants, d'après Machiavel, Grand Théâtre de la ville de Luxembourg
- 2015: Zohar ou la carte mémoire, texte et mise en scène de Laurent Gutmann, Le Granit, Scène nationale de Belfort
- 2015: Victor F, d'après Mary Shelley, Le Granit, Scène Nationale de Belfort
- 2016, Egaux, d'après De la democratie en Amerique d'Alexis de Tocqueville, avec les élèves des promotions 75 et 77 de l'ENSATT, Théâtre Laurent Terzieff, Lyon.
- 2017: De la Démocratie, d'après Alexis de Tocqueville, Le Granit, Scène nationale de Belfort